# جون بروفان
جون بروفان (بالإنجليزية: John Provan)‏ هو لاعب كرة قدم بريطاني في مركز الهجوم، ولد في 1956 في إنجلترا في المملكة المتحدة. لعب مع نادي بيرنلي.